# Салата од патлиџана
Салата од патлиџана (рум. Salata de vinete) је румунски специјалитет који се припрема од зрелих, ољуштених и ситно исецканих патлиџана, помешаних са уљем, лимуном или сирћетом, као и сољу и бибером.

## Припрема
Патлиџани се пеку у рерни све док кора не загори. Након што се испеку, стављају се у посуду са хладном водом, очисте од загорелих делова и постављају на дрвену површину да се оцеде. Након што се оцеде, ситно се исецка и умути у чинији, док не постане као паста. Електрични миксер се никада не сме истрошити. Служи се са ситно сецканим луком и кришкама парадајза. Црни лук се не додаје одмах патлиџану, јер оксидира и тиме квари укус.  
Додавање мајонеза уместо или поред уља, посебно оног које нуди прехрамбена индустрија, је могуће, али то искривљује укус патлиџана. Али ако је посебан укус прејак за некога, мешавина мајонеза је решење. 
Може се додати копар у салату, а маслине као украс. Такође се може служити са телемеом.